# Cerro El Morado
El Cerro Morado es una montaña ubicada en el Cajón del Maipo, al este de la ciudad de Santiago, en los Andes de Chile central.

## Toponimia
Debe su nombre a los lugareños y arrieros del sector que, haciendo referencia al color que proyecta la roca de la pared sur, la bautizaron así. Su imagen es sorprendente cuando se le observa desde el sur, especialmente desde la laguna de Morales del Monumento Natural El Morado. 

## Ascensos
La primera ascensión absoluta la realizaron Sebastián Krückel y Otto Pfenniger, ambos del Club Alemán Andino de Santiago (DAV), el 22 de diciembre de 1933 por la ruta Yeso. Se internaron por el valle del río Yeso para luego entrar por el estero Cortaderas hasta la faz noreste del cerro. El 4 de marzo de 1942, Carlos Píderit y Jorge Silva Píderit, lograron alcanzar la cumbre por la cara este del cerro. Esta vez, se metieron por el valle del estero Morado hasta los pies de la pared este.
La cumbre sur del Morado (4490 m según IGM) fue ascendida por primera vez en 1934 por Tietzen y Juan Melschner (DAV), por el sector del estero Cortaderas, en el valle del río Yeso. El 4 de marzo de 1961, la pared sur fue escalada por primera vez por César Vásquez y Juan Tangol, en una de las escaladas más destacadas de la época en Chile. 

### Cronología de las ascensiones a la Pared Sur
1. La vía Vásquez. César Vásquez y Juan Tangol. 4/marzo/1961, 1° ascenso.
2. Alejandro Izquierdo, Dagoberto Delgado y Germán Maccio,10/enero/1981, 2° ascenso.
3. Gino Cassasa y Steve Brewer USA. el 29/marzo/1981 , 3° ascenso. (Antes Cassasa la había intentado junto a Francisco Medina, llegando solo hasta el canalón de hielo.)
4. Buracchio-Montes-Thile, 1986, DAV, 4° ascenso.
5. Carlos Fuentes y Rodrigo Vivanco. 1994 5° ascenso.
6. Waldo Farías y Pablo Besser, Febrero/1995, 6° ascenso. Primera en el día y primera sin clavos.
7. Carlos Pinto y Diego Vergara, Febrero/2003, 7º ascenso.
8. Felipe González Donoso, 8º ascenso, 1ª en solitario, 29/diciembre/2003.